# Rodalies de Catalunya
Rodalies de Catalunya est une marque commerciale utilisée par la Généralité de Catalogne et Renfe Operadora pour les trains de banlieue et les trains régionaux de Catalogne. L'actuelle présidente de la marque est Mayte Castillo, nommée en 2018.
Le réseau est composé de six lignes régionales, huit lignes de banlieue (sauf R3 entre Manlleu et Latour-de-Carol - Enveitg) intégrées à l'Autorité du transport métropolitain, deux lignes de banlieue intégrées à l'ATM Camp de Tarragona et une ligne intégrée à l'ATM Àrea de Girona.

## Histoire

### Incidents

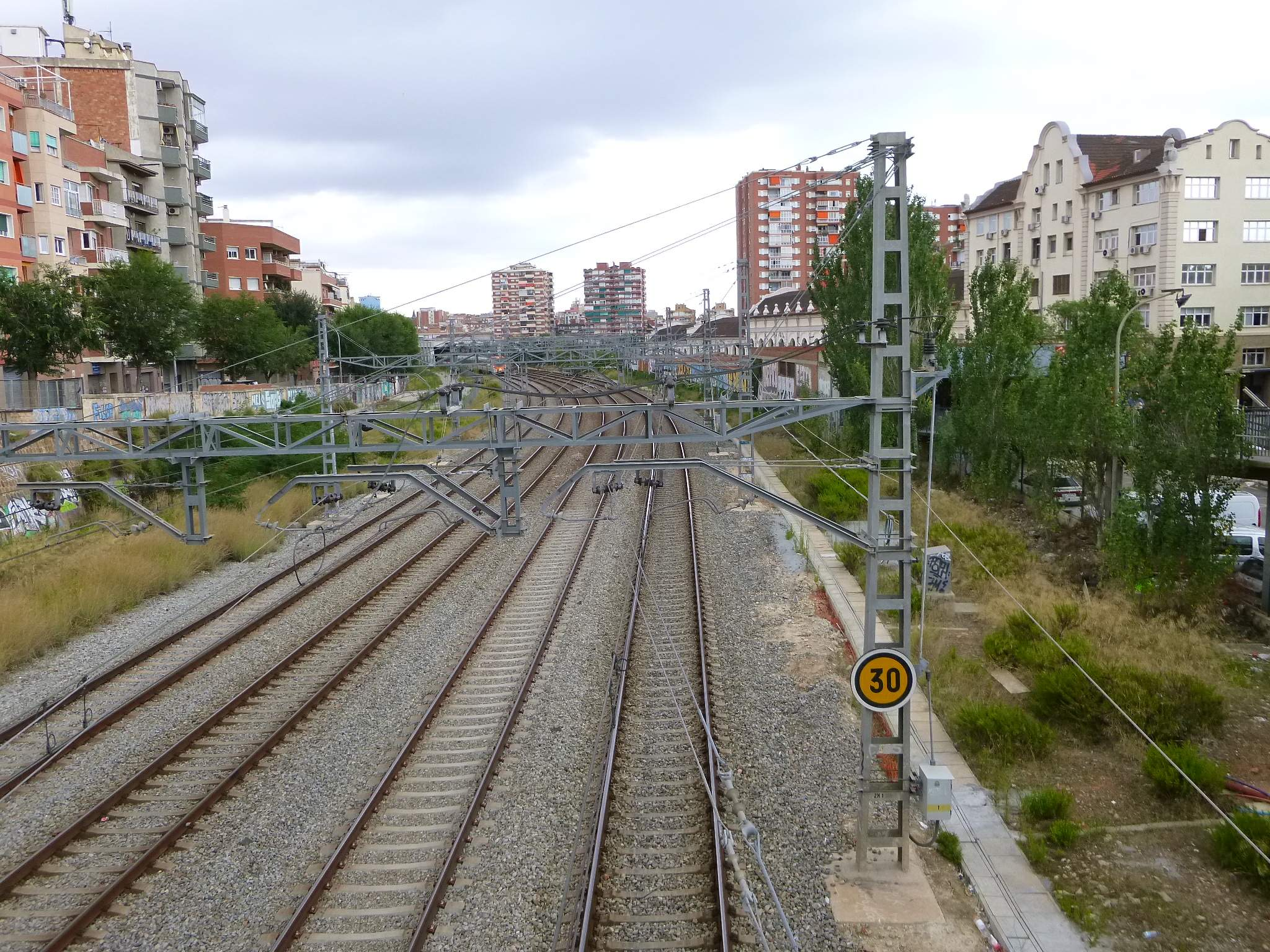
Arrivée à Barcelone depuis l'Hospitalet.

Pendant le dernier trimestre 2007, le réseau a été affecté par une série de nombreuses pannes et problèmes divers causés ou aggravés par la construction de la LGV Madrid-Barcelone. La Renfe Operadora a créé le service dénommé Devolució Xpress, qui facilite le remboursement des billets aux voyageurs ayant eu un retard de plus de quinze minutes. Le Ministère de l'Équipement a promis d'augmenter les investissements dans les infrastructures ferroviaires.
Les problèmes se sont fait ressentir dans le réseau exploité par Renfe Operadora et possédé par ADIF, mais de retruc aussi ont affecté la Ligne Llobregat-Anoia des FGC. Renfe Operadora et la FGC ont interrompu certains de leurs services pendant 6 à 8 semaines.

### Passation de Rodalies et Regionals

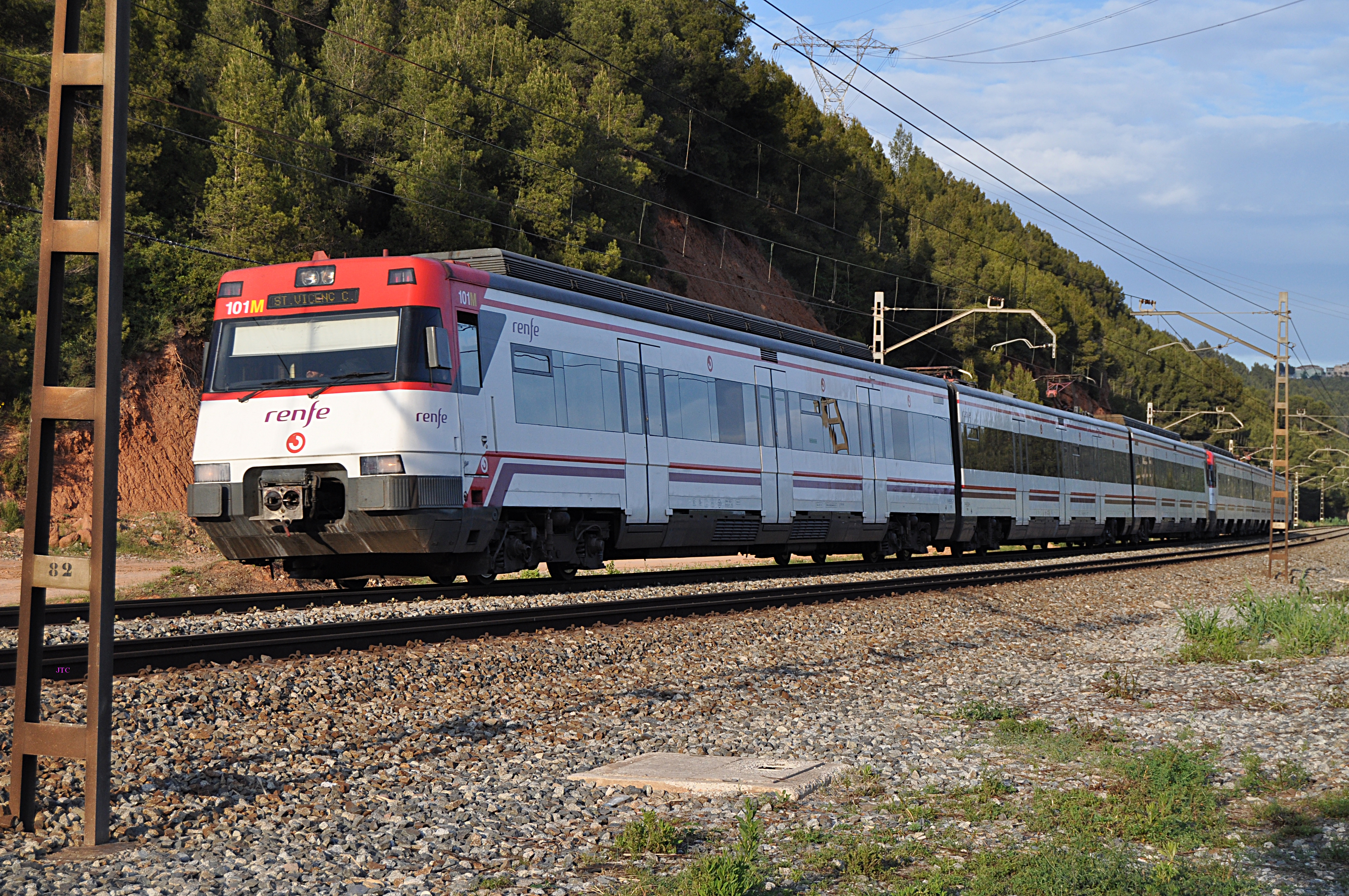
Ancienne livrée des trains, encore en service dans les autres réseaux de banlieue d'Espagne.

Dans le statut d'autonomie de la Catalogne de 2006, l'article 169 précise que : « la Généralité a la compétence exclusive sur les transports terrestres de voyageurs et marchandises par route, chemin de fer et câble qui passent intégralement dans le territoire de la Catalogne »,. Sur la base de cet article, des négociations se sont engagées entre la Généralité de Catalogne et le gouvernement espagnol sur le transfert du réseau sous la compétence de FGC. José Luis Rodríguez Zapatero, président du Gouvernement d'Espagne de 2004 à 2011, s'était engagé à transférer le service de Rodalies pour janvier 2008 et l'a finalement fait deux ans plus tard.
Durant la période 2006-2010, Renfe Operadora opère le service moyennant un contrat programme avec le ministère espagnol de l'Équipement. Lors de la passation de Rodalies Barcelona, le contrôle de ses services (gestion, régulation, planification, tarification, coordination et inspection des services et des activités) a été transféré à la Généralité.
Le 29 décembre 2009 s'est terminée la passation du service de Rodalies de Renfe en Catalogne dans une commission mixte de transferts administration de l'État-Généralité. L'accord reconnaît la Généralité comme autorité ferroviaire de Rodalies à partir du 1er janvier 2010. Quant au contrat programme avec Renfe, cette dernière exécutera le service jusqu'à fin 2010. Dès lors, la généralité pourra signer un nouveau contrat avec Renfe ou bien chercher un autre exploitant.
Les services transférés sont toutes les lignes de Rodalies Barcelone et les services de la ligne de Puigcerdà entre Vic, Puigcerdà et Latour de Carol., Le titulaire des infrastructures restera Adif, c'est-à-dire l'État.
Avec la passation, l'appellation Rodalies Barcelone a été abandonnée au profit de Rodalies de Catalunya, la substitution totale était prévue à moyen terme.
Un an plus tard, l'accord de passation des trains s'est terminé le 17 novembre 2010 dans une commission mixte, en assumant la gestion au 1er janvier 2011 et en les incorporant à la marque Rodalies de Catalunya comme des services régionaux. Ne sont pas compris les services de trains régionaux à grande vitesse, Avant, ni les services entre des communautés autonomes comme pour Valence ou Saragosse.
Sous le gouvernement d'Artur Mas et de Carles Puigdemont, la Généralité a voulu ouvrir des négociations avec le gouvernement espagnol, en concret avec le ministère de l'Équipement et Adif, pour résoudre le grave problème, selon les autorités catalanes, d'un manque considérable d'investissement de l'État (qui gère encore les infrastructures et les investissements ferroviaires en Catalogne), qui provoque des retards quotidiens. Le gouvernement de Mariano Rajoy s'est engagé à augmenter les dépenses budgétaires pour les trains catalans, mais les problèmes ont suivi en étant revendiqués par la Généralité. En réponse, le gouvernement catalan et les différents conseillers de Territoire et durabilité ont proposé à l'État espagnol la passation totale du réseau ferroviaire à la Généralité (investissement et gestion de l'infrastructure dont se chargeait Adif aussi), alléguant que le statut d'autonomie reconnaît ces compétences à la Généralité, mais Rajoy refuse la passation totale et défend la continuité d'Adif en tête des infrastructures ferroviaires de Catalogne.

## Services de Rodalies de Catalunya

### Rodalia de Barcelone

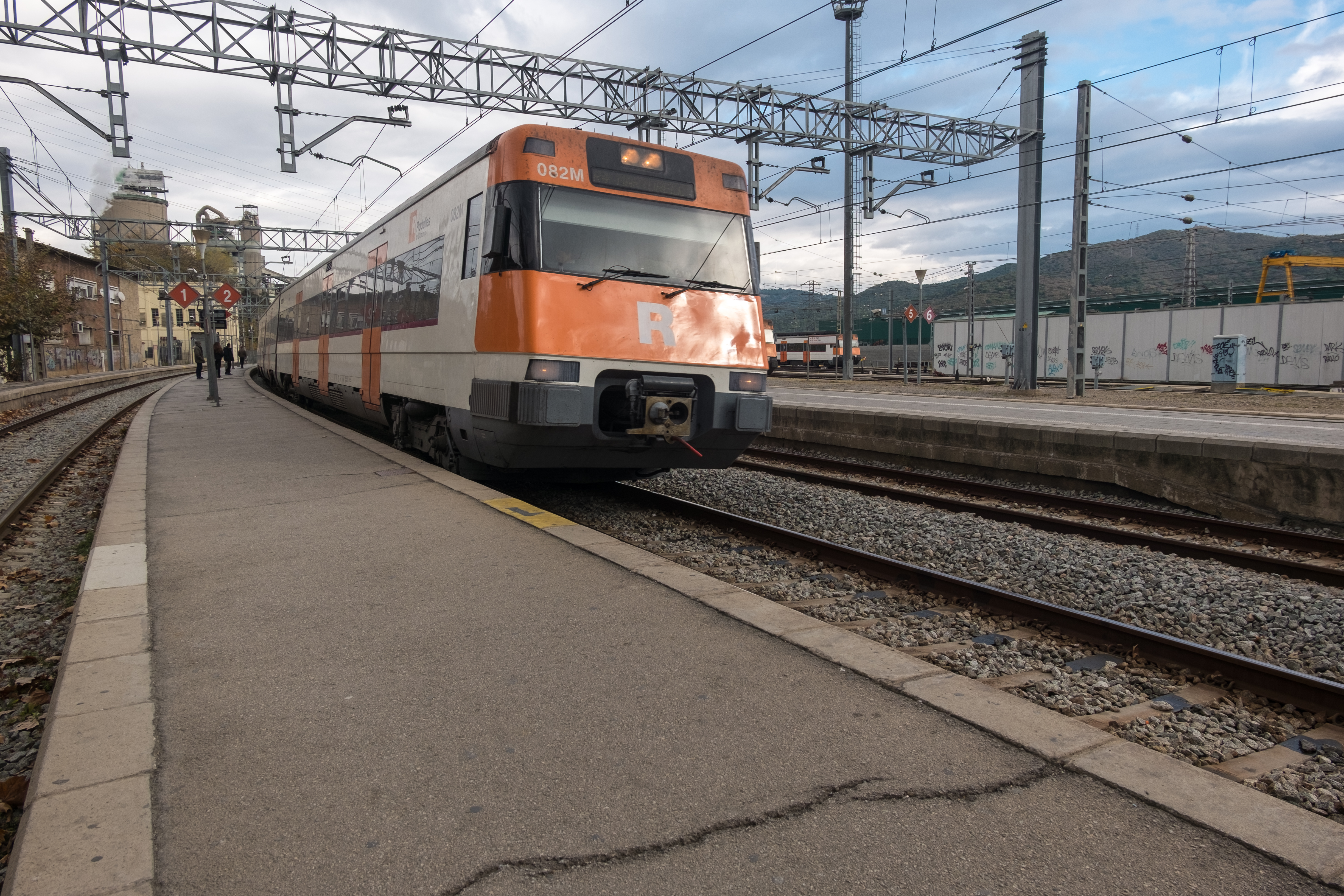
Train assurant un service R4 stationné en gare de Montcada-Bifurcation avec destination Martorell-Central.

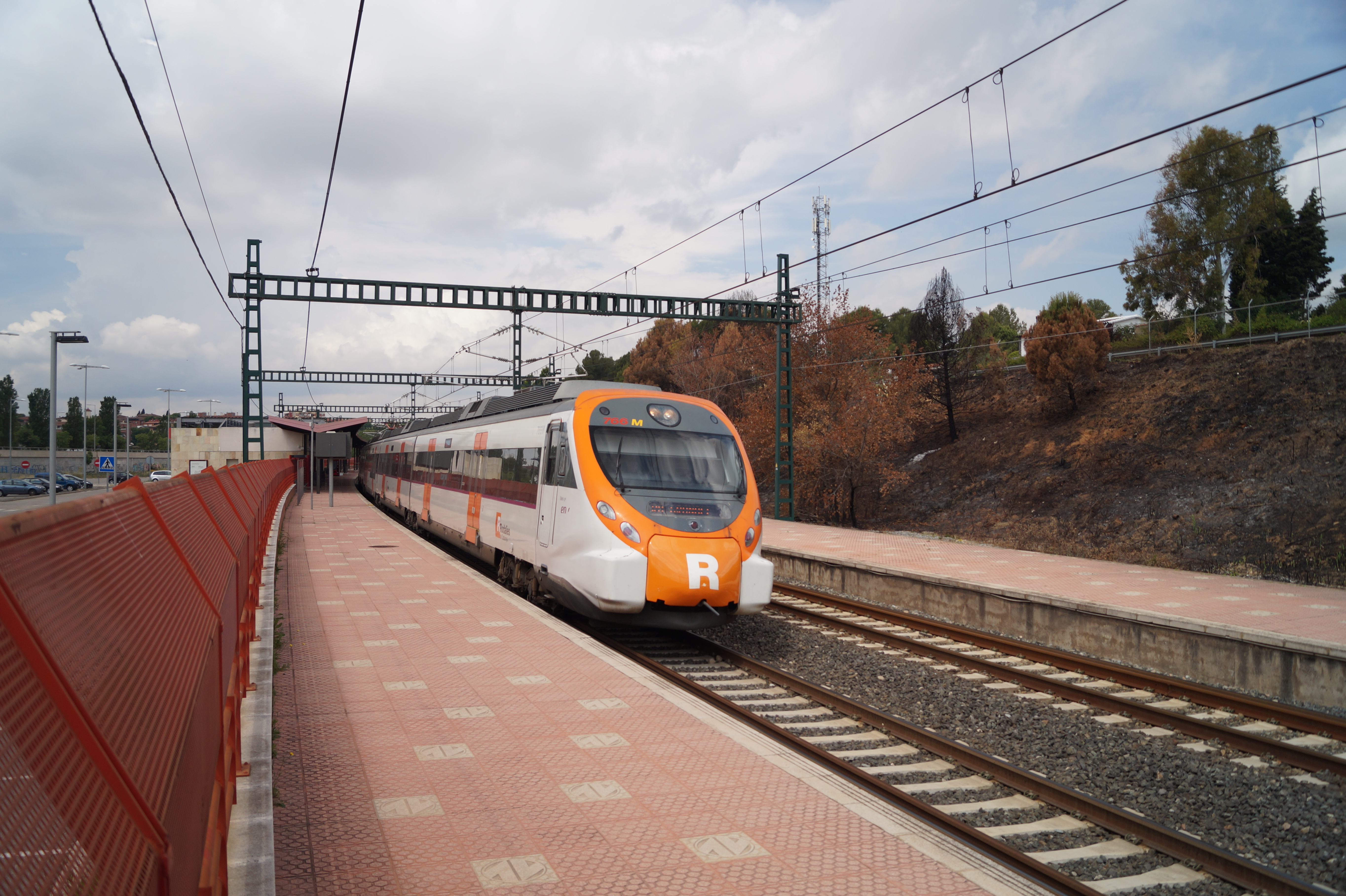
Train de la ligne R8 stationnée à Sant Cugat del Vallès, qui a pour destination Granollers Centre.

Le réseau de banlieue est composé de services gérés par Renfe Operadora et FGC. Renfe Operadora exploite les lignes R1, R2, R3, R4, R7 et R8 qui correspondent aux Rodalies de Catalunya tandis que FGC exploite les lignes R5 et R6 et plusieurs lignes de banlieue : S1, S2, S3, S4, S5, S6, S7, S8 et S9. Les lignes de Rodalies de Catalunya sont reliées aux lignes de FGC dans les gares de Bellvitge / Gornal, Martorell-Central ou Martorell Central, Plaça de Catalunya, Volpelleres, Terrassa gare du Nord et Sabadell gare du Nord.

Carte du réseau de Rodalies Renfe et FGC

| Nom | Terminus                                                 | Terminus                                                | Inauguration | Gares | Longueur (en km) |
| --- | -------------------------------------------------------- | ------------------------------------------------------- | ------------ | ----- | ---------------- |
|     | Molins de Rei / L'Hospitalet de Llobregat                | Mataró / Calella / Blanes / Maçanet-Massanes            | 1980         | 31    | 95,1             |
|     | Castelldefels                                            | Granollers Centre                                       | 1980         | 34    | 130,7            |
|     | Aéroport                                                 | Sant Celoni /Maçanet-Massanes                           | 1980         | 34    | 130,7            |
|     | Sant Vicenç Calders / Vilanova i la Geltrú               | Barcelona França                                        | 1980         | 34    | 130,7            |
|     | L'Hospitalet de Llobregat                                | La Garriga / Vic / Ripoll / Puigcerdà / Latour de Carol | 1980         | 34    | 165,9            |
|     | Sant Vicenç Calders / Vilafranca del Penedès / Martorell | Terrassa / Manresa                                      | 1980         | 39    | 143              |
|     | Sant Andreu Arenal                                       | Cerdanyola Universitat                                  | 2005         | 7     | 15               |
|     | Martorell                                                | Granollers Centre                                       | 2011         | 8     | 40               |

#### Gares

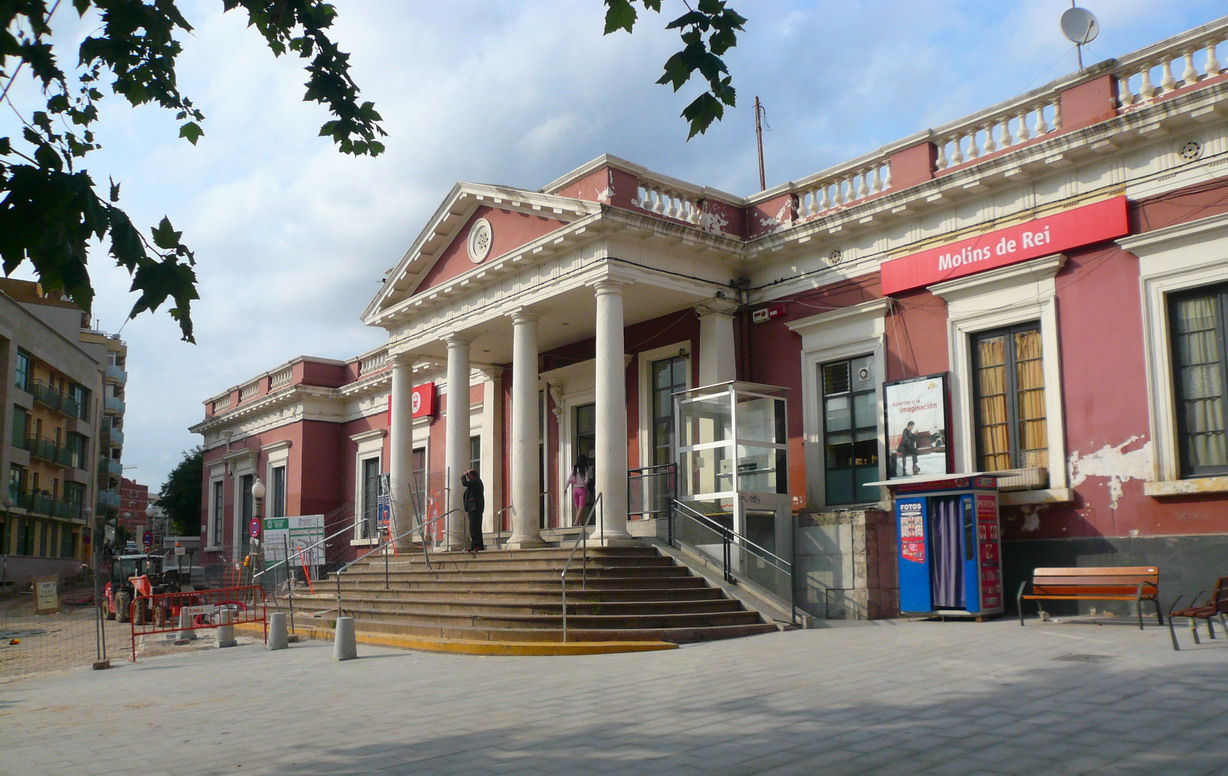
Bâtiment de la gare de Molins de Rei.

Renfe Operadora est l'exploitant des lignes, mais les gares et voies appartiennent à ADIF, les deux entreprises du Ministère de l’Équipement.
Les gares d'ADIF sont généralement peintes en rouge et blanc et disposent d'un guichet et de distributeurs automates de billets. Les exceptions sont les gares de Garraf, Palautordera et Riells i Viabrea - Breda sur la ligne R2; Castellbell i el Vilar, Vacarisses-Torreblanca, Sant Miquel de Gonteres-Viladecavalls et Lavern-Subirats sur la ligne R4. Beaucoup n'ont pas de portiques pour accéder aux quais, mais celles qui n'en disposent pas ont tout de même des machines qui bloquent l'accès au quai.
Toutes les gares d'ADIF à Barcelone sont souterraines, sauf la gare de Barcelone-França. D'autres gares de l'agglomération sont également souterraines : Vic, Sabadell Centre et Nord, Terrassa, El Prat de Llobregat et Vilafranca del Penedès, ces deux dernières à cause de la LGV. Prochainement, Sitges et Vilanova i la Geltrú seront enterrées.

#### Améliorations et accessibilité
À la suite de l'approbation du Code d'Accessibilité moyennant l'Arrêté 135/1995 du 24 mars 2006, tout le réseau de chemin de fer doit être accessible aux personnes à mobilité réduite.
Actuellement le Ministère de Équipement a annoncé qu'il investira 125 millions d'euros en améliorant les installations et l'accessibilité des gares. 38 gares seront rénovées, surtout dans Barcelone, et 12 gares verront leur accessibilité améliorée. Dans ces gares où il y a encore des passages à niveau, des couloirs à différents niveaux seront construits, avec des escalators. Une des interventions les plus importantes en cours est la rénovation et l'agrandissement des halls d'accueil, couplée à l'amélioration de l'accessibilité, à la gare d'Arc de Triomf et les travaux ont également commencé à la gare de Passeig de Gràcia. Toutes les gares avec des quais trop bas auront leurs quais rehaussés. Dans quelques lignes circulent des trains Civia, des trains nouveaux adaptés, mais comme beaucoup de gares ne sont pas adaptées, l'adaptation de ces trains ne sert pas.
Le décembre 2015, le quotidien Ara publie que le réseau catalan concentre la moitié des vols de câble de cuivre de toute l'Espagne.

#### Territoire desservi
Le service couvre la région métropolitaine de Barcelone, c'est-à-dire les comarques de l'Alt Penedès, Baix Penedès, Bages, Baix Llobregat, Barcelonès, Cerdanya, Garraf, Maresme, Osona, Ripollès, Selva, Vallès Occidental et Vallès Oriental.

#### Matériel roulant et ateliers

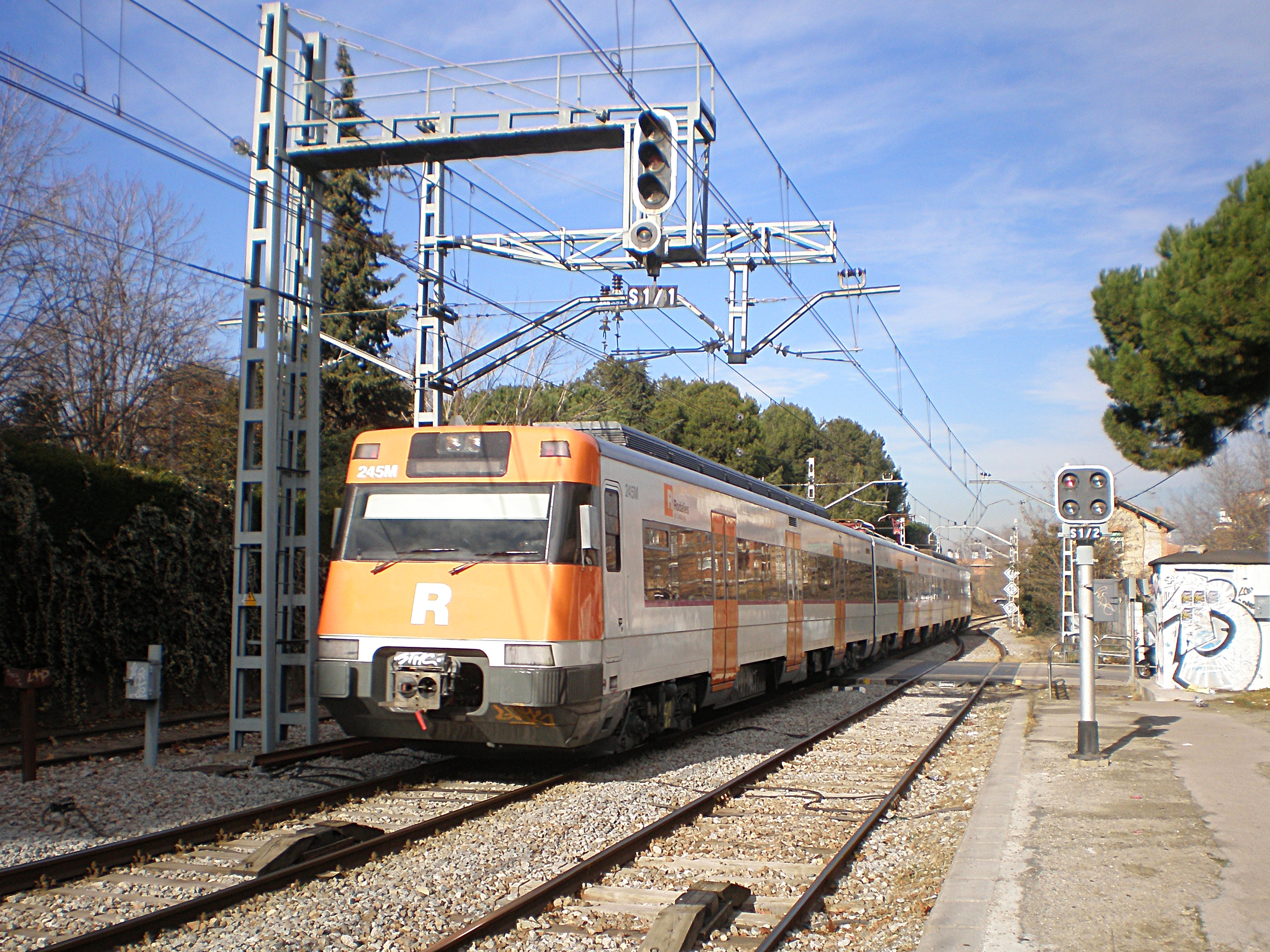
Une unité de la série 447 assurant un service R3 en gare de Mollet - Santa Rosa.

Le matériel moteur Rodalies a une ancienneté moyenne de 9,5 années, et il va atteindre les 200 unités fin 2010. Actuellement il y a cinq ateliers de maintenance des trains à Mataró, Sant Andreu Comtal, Montcada, Cornellà et Vilanova i la Geltrú. Les trains circulant actuellement sur les lignes Rodalies sont :
- 463, 464 et 465: Matériel Civia, fabriqués par CAF et Alstom, ce sont les plus modernes qui circulent sur le réseau.
- 450/451: Ce sont des trains à deux étages de 6 voitures pour les 450 et de 3 voitures pour les 451.
- 447: Ils sont en service dans toutes les lignes exploitées par Renfe Operadora à l'exception de R2, R7 et R8

#### Futur aménagement
| Ligne             | Terminus                                                             | Terminus                                        | Ligne de chemin de fer                                                                                      | Lignes actuelles                                 | Passage à Barcelone    |
| ----------------- | -------------------------------------------------------------------- | ----------------------------------------------- | --- | ------------------------------------------------ | ---------------------- |
|                   | Sant Vicenç Calders via Vilanova i la Geltrú                         | Maçanet-Massanes via Mataró                     | Ligne du Maresme                                                                                            | sud et                                           | Via Plaça de Catalunya |
|                   | Sant Vicenç Calders via Vilafranca del Penedès                       | Maçanet-Massanes via Sant Celoni                | Lignes Barcelone - Vilanova - Valls et Barcelone - Gérone -Portbou                                          | nord, (Barcelone - Sant Vicenç de Calders)       | Via Passeig de Gràcia  |
|                   | Aéroport                                                             | Torelló / Puigcerdà / Latour de Carol - Enveitg | Lignes Ripoll - Puigcerdà, Barcelone - Ripoll, El Prat - Aéroport                                           | Vic - Barcelone, Anciennement jusqu'à l'aéroport | Via Plaça de Catalunya |
|                   | L'Hospitalet de Llobragat (Platja de Castelldefels à partir de 2012) | Manresa                                         | Lignes Barcelone - Vilafranca - Tarragone et Barcelone - Manresa - Lérida - Almacelles                      |                                                  | Via Passeig de Gràcia  |
|                   | Granollers Centre                                                    | Martorell                                       | Lignes Barcelone - Manresa - Lérida - Almacelles et Castellbisbal / el Papiol - Mollet                      |                                                  | -                      |
|                   | Martorell                                                            | Granollers Centre                               | Lignes Barcelone - Vilafranca - Tarragone,Castellbisbal / el Papiol - Mollet et Barcelone - Gérone -Portbou |                                                  | -                      |
| (logo temporaire) | Vilanova i la Geltrú                                                 | Mataró                                          | Ligne Ferroviaire Orbitale                                                                                  | -                                                | -                      |

- Amélioration des infrastructures :
  - Nouvel accès à l'Aéroport de Barcelone-El Prat.
  - Double voie sur la R3 entre Montcada et Vic
  - Double voie sur la R1 entre Arenys de Mar et Blanes.
  - Tunnel de Montcada pour réduire les temps de viacours sur la R4.
  - Construction d'un troisième tunnel à Barcelone via l'Avinguda Diagonal ou Travessera de Gràcia[11]
- Nouvelles lignes:
  - Ligne Orbital Ferroviaire (LOF), qui connectera Mataró, Granollers, Sabadell, Terrasse, Martorell, Vilafranca et Vilanova i la Geltrú.
  - Nouvelle ligne Cornellà-Castelldefels, avec nouvelles gares à Sant Boi, Viladecans, Gavà et Castelldefels.
- Gares:
  - Construction de 3 nouvelles gares:  Aéroport T1, Torrassa, Sagrera TAV et de 2 nœuds d'échanges à Sant Cugat et Martorell
  - Déplacement de la gare Sant Andreu Comtal 500 mètres au nord pour éviter la gare de Sagrera TAV.
  - Modernisation des 108 gares actuelles, avec des quais de 200 m et accessibles pour des personnes à mobilité réduite.
  - Création de 7 000 nouvelles places de stationnement.

#### Plan Rodalies Barcelone 2008-2015
Le Plan Rodalies Barcelone 2008-2015 a été approuvé le 20 février 2009 et il préconise un investissement de 4 milliards d'euros pour moderniser et élargir les infrastructures du réseau de Rodalies. À terme, ce plan a permis la passation de Rodalies à la Généralité de Catalogne, selon la vice-présidente du gouvernement espagnol de 2004 à 2010, María Teresa Fernández de la Vega.
Le plan avait pour objectif de couvrir 80 000 habitants supplémentaires, augmenter de 60% l'offre commerciale pour pouvoir transporter 160 millions de passagers par an, réduire les temps de trajet de 20% et réduire les retards à 3 minutes pour moins de 1 % des trains.
Neuf nouvelles gares devaient être construites et les quais des gares existantes devaient être allongés jusqu'à 200 mètres pour accueillir des trains plus longs. Les accès pour les personnes à mobilité réduite devaient être améliorés, les gares auraient dû être dotées d'arrêts de bus, de taxis et de parkings à vélos. La construction de quinze parcs-relais était également prévue pour réduire les embouteillages à l'entrée de Barcelone, ainsi que la construction de onze pôles d'échanges, ce qui aurait porté leur nombre à 21.
Le plan prévoyait également la rénovation de la caténaire, l'installation de caténaires rigides dans les tunnels urbains de Barcelone et l'amélioration du système de signalisation.  80 km de voies uniques auraient été doublées, comme les lignes entre Montcada i Reixac et Vic de la ligne R3 et entre Arenys de Mar et Blanes de la ligne de Mataró.
25 km de nouvelles lignes devaient être construites avec la ligne Cornellà-Castelldefels, la ligne le Prat - Aéroport et le tunnel del Turó de Montcada et les études de la Ligne Ferroviaire Orbitale (LOF) entre Vilanova i la Geltrú et Mataró devaient commencer. Enfin, le réseau devait être restructuré puisque deux lignes devaient passer par le tunnel de la Catalunya et deux par le tunnel de Passeig de Gràcia, et pas 4 contre 1 comme en 2008.

### Rodalia du Camp de Tarragone
Le réseau de trains de banlieue du Camp de Tarragone est formé de deux lignes exploitées par Renfe Operadora.
| Ligne | Terminus                            |               | Terminus  | Inauguration | Gares |
|       | Reus                                |               | Tarragone | 2014         | 3     |
|       | L'Hospitalet de l'Infant / Cambrils | via Tarragone | L'Arboç   | 2014         | 11    |

### Rodalia de Gérone
Le réseau de trains de banlieue de Gérone est formé d'une ligne exploitée par Renfe Operadora.
| Ligne | Terminus                  |                      | Terminus           | Inauguration | Gares |
|       | L'Hospitalet de Llobregat | via Mataró et Gérone | Figueras / Portbou | 2014         | 44    |

### Services régionaux

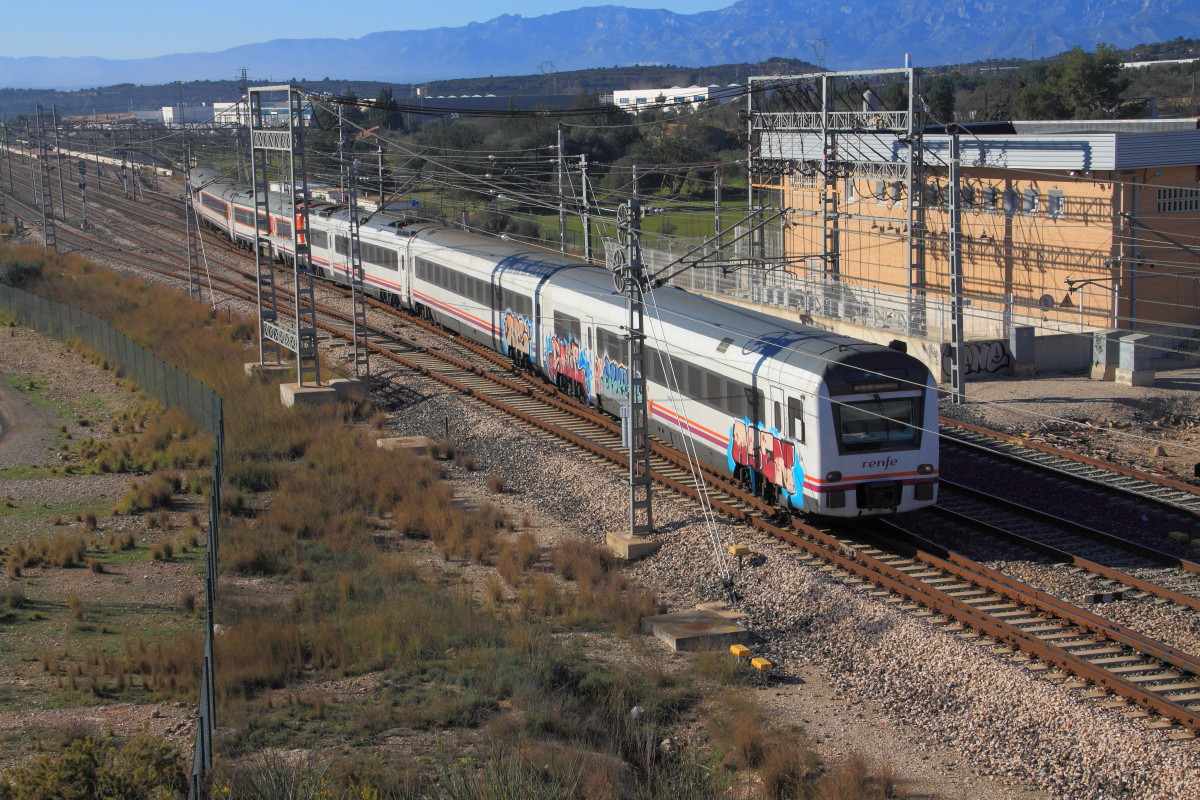
Une unité de la série 448 assurant un service R16 entrant en gare de L'Aldea - Amposta - Tortosa qui a pour destination Tortosa.

Le réseau régional est composé de six lignes gérées par Renfe Operadora.
| Ligne | Terminus                  |                       | Terminus            | Gares | Longueur (en km) |
|       | Barcelone-Sants           | via Gérone            | Portbou / Cerbère   | 28    | 170              |
|       | L'Hospitalet de Llobregat | via Manresa           | Lérida Pyrénées     | 38    | 190              |
|       | Barcelone-França          | via Valls             | Lérida Pyrénées     | 31    | 176              |
|       | Barcelone-França          | via Tarragone et Reus | Lérida Pyrénées     | 32    | 204              |
|       | Barcelone-França          | via Tarragone et Reus | Riba-roja d'Ebre    | 23    | 190              |
|       | Barcelone-França          | via Tarragone         | Tortosa / Ulldecona | 19    | 172              |
|       | Barcelone-França          | via Tarragone         | Port Aventura       | 9     | 102              |

#### Matériel roulant et ateliers
- Série 447
- Série 448, construite entre 1987 et 1991.
- Série 449, adaptation du train Civia.
- Série 470, rénovation de la série 440.